# جراتيان
گراتيان بالإنجليزية Gratian، هو إمبراطور روماني تولى عرش الإمبراطورية الرومانية الغربية خلفا لوالده الإمبراطور فالنتيان الأول في الفترة من (375-383).
وقد قام بنصرة الديانة المسيحية على الوثنية الرومانية.

## النشأة
كان الإمبراطور جراتيان إبنا للإمبراطور فالنتيان الأول من زوجته مارينا سيفيرا، وقد ولد في صربيا. وسمي باسمه بعد جده گراتيان العظيم. تزوج جراتيان أول مرة من قسطنطينيا ابنة الإمبراطور قسطنطين الثاني. وتزوج مرة ثانية من Laeta. ولم ينجب أطفال.
بعد وفاة والنتنيان سنة 375 خلفه ابنه غراسيان الذي كان قد شاركه في الملك منذ سنة 367 وبعد مقتل والنس أصبح مالكاً في المشرق والمغرب وأشرك في الملك معه أخاه والنتنيان الثاني مع أنه لم يكن له من العمر عند وفاة أبيه إلا أربع سنين وفي رواية أخرى عشر سنين فأقام مع أمه يوستينا أولاً في ميلان بإيطاليا ثم في سرميوم في المجر وأما غراسيان فكان عمره يوم ملك سبع عشرة سنة ولم يكن له في بدء ملكه رجال محنكون بالسياسة والخبرة بالحرب وكان الكونت توادوسيوس من أكبر رجال أبيه وقد خمد ثورة أهل بريطانيا الكبرى ومد بساط الأمن فيها ثم أمن أفريقيا في مبادئ ملك غراسيان ببسالته وحكمته ولا نعلم بأية دسيسة أمر هذا الملك بقطع رأسه بعد انتصاره على أعداء الملكة ولم يطلب هذا الكنت وقتئذٍ إلا فرصة زمان لينال فيه سر المعمودية ثم مدّ عنقه للسياف فاعتزل ابنه المسمى توادوسيوس أيضاً في أسبانيا موطنه عاكفاً على تقدم فن الزراعة بين مواطنيه على أن غراسيان قد علم بعد سنتين فظاعة جنايته واهتدى إلى إصلاح ما فرط منه فإنه لما أنيط به بعد مقتل عمه والنس تدبير المملكة كلها استقدم توادوسيوس من أسبانيا وأقامه ملكاً على المشرق وشريكاً له في الملك مسمياً إياه عاهلاً وجعل بلاد اليونان ومكدونية والابير وغيرها قسماً من مملكته وسيأتي الكلام فيه وقد صالح غراسيان الغطط وسمح لهم أن يقيموا بالمملكة سنة 380.
وقد جاهر غراسيان بتشبثه بعرى الدين الكاثوليكي وأمر مذ تسلم أريكة الملك أن يعود الأساقفة المنفيون إلى كراسيهم وأن ترد الكنائس على من كانوا خاضعين للحبر الروماني البابا داماسوس (كما روى توادوريطوس ك5 فصل2) ووجد بعض الأساقفة الكاثوليكيين بعد عودهم أساقفة اريوسيين يلون كراسيهم فأحبوا أن يبقى هؤلاء الأساقفة على رئاستهم بشرط أن يستمسكوا بالدين الكاثوليكي ومنهم اولاليوس أسقف اماسيا فإنه عرض على الأسقف الاريوسي أن يبقى مترأساً يتحد مع الكنيسة الرومانية فأبى مع أنه لم يكن في المدينة إلا خمسون اريوسياً فغادره ذووه واتحدوا بالكاثوليكيين وأرسل الملك مفوضاً من قبله إلى انطاكية ليصلح شئونها الدينية وسنعود إلى الكلام في ذلك عند ذكر بطاركة أنطاكية.
ولما أراد غراسيان أن يسافر إلى المشرق لنجدة عمه والنس اقترح على القديس امبروسيوس أن يؤلف له مقالة في لاهوت المسيح ليحج بها ذوي التعاليم الفاسدة في المشرق فألف القديس حينئذٍ كتابيه في الإيمان وكتب غراسيان إلى اكويلان نائب رومة بتوقيعه وتوقيع أخيه والنتنيان الثاني أمراً فحواه أن الملكين يأمران بتنفيذ الأوامر السابقة بأن يُبعد مائة ميل عن رومة من يحكم عليه مجمع الأساقفة بأنه مقلق ومثل ذلك أن يبعد من المدن من كان مشاغباً وأنه يلزم الولاة أن يرسلوا إلى رومة تحت الخفر كل من ضبط كنيسة خلافاص لحكم البابا داماسوس مع خمسة أساقفة أو ستة أو لحكم غير هؤلاء من الأساقفة الكاثوليكيين وكل من دعي إلى المحاكمة عند الأساقفة وأبى الحضور حتى لو كان المتمرد منربوليطاً لزمهم أن يكرهوه على أن يشخص إلى رومة دون تأخر أو أن يحضر أمام القضاة المعينين من الحبر الروماني وإن أصحاب الأخلاق السيئة المعروفين بالسفه والغيبة لا تقبل شكواهم ولا شهادتهم على الأساقفة على أنه لما كان كل إنسان لا يتبرأ من نقيصة كان غراسيان مولعاً بالصيد ويؤثره أحياناً على مهام الملك تاركاً وزراءه يعتسفون الرعية واستخدم كثيرين من الجرمانيين المشهورين بفن الصيد وأكرم مثواهم عنده وأدناهم إليه وكان يتزيا بزيهم فأسخط جنوده الرومانيين القدماء وكان له قائد لجيشه في بريطانيا الكبرى يسمى مكسيموس سوّلت له نفسه أن ينل عرشه ويخلفه في الملك وبعث الجيش الذي تحت إمرته أن يسميه ملكاً فلبوا دعوته وأسرع إلى أفرنسة فهب غراسيان لمناصبته والتقى الجيشان على مقربة من باريس واحتال مكسيموس على تأخير الحرب أياماً وأخذ يغري جنود الملك بتركه فغادره السواد الأعظم منهم حتى رأى من نفسه العجز عن مصافة خصمه فآثر الهرب بثلمائة فرس تركه أكثرهم أيضاً وأغلقت كل المدن أبوابها في وجهه فتنكر جائلاً من محل إلى آخر وفرسان مكسيموس تتعقبه وبلغ إلى ليون فخانه رجل كان يأكل على مائدته وقد غمره بإحسانه فقد دعا هذا الخائن الملك إلى مأدبة فتمنع أولاً خيقة الغدر به ولكن أقسم الخائن بالإنجيل أنه لا يدع ضراً يمسه فانقاد لدعوته وبعد تناوله الطعام وثب عليه غادر فاغتاله وقد أكثر الملك حينئذٍ من ذكر القديس امبروسيوس حتى كانت آخر كلمة فاه بها اسم هذا القديس وقد روى ذلك القديس ايرونيمس نفسه والدموع تذرف من عينيه في تأبينه والنتنيان وقال أنه لا ينسى هذا الملك ما حيي ولا ينفك عن ذكره في صلواته إلى الله وكان يطرأ تقواه وفضائله في كل موقع وقد ملك غراسيان بعد وفاة والده سبع سنين وتسعة أشهر وثمانية أيام وكان مقتله في 25 آب سنة 383.
وكان مكسيموس من بريطانيا على القول الراجح وقد اجتاز كثيرون من بريطانيا إلى أفرنسة واستوطنوا العمل المسمى الآن بريطانيا وكان والنتنيان الثاني وأمه يوستينا في ميلان ينتظران أخبار ظفر غراسيان فورد لهما منعاه. وإيطاليا خالية من الجنود وتوادوسيوس في المشرق ولا معين ولا مشير فلجأت يوستينا إلى القديس امبروسيوس على مقتها له لأنها اريوسية وأقامت ابنها بين يديه سائلة له بدموعها أن يهتم بهذا الملك الصغير ونجاة المملكة فمضى القديس امبروسيوس إلى أفرنسة يسعى بالوفاق والصلح بين مكسيموس ووالنتنيان ولم يغفل عن تونيب مكسيموس على غدره بمولاه وإراقته دماً ذكياً وقد نجح بوساطته إذ وقع على عهدة صلح يكون بمقتضاها مكسيموس ملكاً على أفرنسة وآسبانيا وبريطانيا ويبقى والنتنيان ملكاً على باقي المغرب وكان الشعب ينتظر مكافأة كبرى للقديس امبروسيوس من قبل يوستينا وابنها على هذا الصنيع على أن هذه الملكة الاريوسية غمطت النعمة واضطهدت هذا الأسقف لأنه لم يشأ أن يعطي الاريوسيين كنيسة في ميلان وكادت تهلكه وتخرب المدينة بالشغب الذي حصل فيها لذلك لولا خوفها من مكسيموس الذي كتب إلى والنتنيان أن يكف عن هذا الاضطهاد ثم وقعت النفرة بين مكسيموس ووالنتنيان وزحف مكسيموس بجيش جرار إلى إيطاليا ففر والنتنيان وأمه وهرع يستنجد توادوسيوس ملك المشرق ولم يبلغ والنتنيان إلى تسالونيك إلا والتقاه توادوسيوس وزحف بجيشه إلى إيطاليا وقبض على مكسيموس حياً ونزع التاج عن رأسه وكان يريد أن يستبقيه في الحياة لكن بعض أمراء جيشه أخرجوه من المعسكر وتوادوسيوس غافل فقطعوا رأسه في 28 تموز سنة 388 بعد أن ملك نحو خمس سنين ورد توادوسيوس ملك المغرب إلى والنتنيان الثاني فدبره من سنة 388 إلى سنة 392 وقتله اربوكست أمير الجند غير الرومانيين وكان مؤيداً للدين المسيحي وإن سطت أمه الاريوسية على أفكاره أحياناً.

## الإمبراطورية والمسيحية
يشكل عهد جراتيان فترة مهمة في تاريخ الكنيسة، حيث أصبحت المسيحية النيقية لأول مرة مهيمنة في جميع أنحاء الإمبراطورية. في عهده، نشر الإمبراطور الآخر ثيودوسيوس الأول أيضًا مرسومًا ينص على أن جميع رعاياهم يجب أن يعتنقوا دين أساقفة روما والإسكندرية (أي المسيحية النيقية). كانت هذه الخطوة موجهة أساسًا ضد المعتقدات المختلفة التي نشأت من الآريوسية، لكن الطوائف المنشقة الأصغر، مثل المقدونيين، أصبحت محظورة أيضًا.
اتخذ غراتيان، تحت تأثير أمبروز أسقف ميلانو، خطوات فعالة ضد العبادة الوثنية. أدى هذا إلى إنهاء فترة من التسامح الديني الذي كان قائماً منذ وفاة جوليان.
في 382، استحوذ جراتيان على دخل الكهنة الوثنيين وعذارى فستال، وقام بإلغاء الامتيازات الأخرى التي تنتمي إلى العذارى والكهنة. صادر الممتلكات الشخصية للكهنة الوثنيين، والذين فقدوا كل امتيازاتهم وحصاناتهم. أعلن جراتيان أن جميع المعابد والأضرحة الوثنية ستصادرها الحكومة وأن عائداتها ستنضم إلى ممتلكات الخزانة الملكية. وأمر بإزالة مذبح النصر من مجلس الشيوخ في روما، على الرغم من احتجاجات الأعضاء الوثنيين في مجلس الشيوخ، وصادر عائداته.

## النهاية
مشي الإمبراطور جراتيان على نهج أبيه عاماً أو عامين، ثم أطلق العنان للهو والصيد، وترك أزمة الحكم إلى موظفين فاسدين عرضوا جميع المناصب والأحكام للبيع. لهذا خلعه القائد لكسموس عن العرش وغزا إيطاليا ليحاول تنحية فالنتيان الثاني خلف جراتيان وأخيه غير الشقيق عن ولاية الملك، ولكن ثيودوسيوس الأول الأكبر الإمبراطور الجديد على الشرق زحف غرباً، وهزم الغاصب، وثبت الشاب فالنتنيان الثاني على عرشه في ميلان.

## وصلات خارجية
| سبقه فالنتيان الأول وفالنز                                                                        | إمبراطورية رومانية 375–383 مع ڤالنز (375-378) فالنتيان الثاني (375-383) ثيودوسيوس الأول (379-383) | تبعه ڤالنتيان الثاني وثيودوسيوس الأول                                                             |
| سبقه Imp. Caesar Flavius Valentinianus Augustus, الإمبراطور قيصر فلاڤيوس ڤالنز أغسطس              | Consul الامبراطورية الرومانية 366 مع Dagalaifus                                                   | تبعه Flavius Lupicinus, Flavius Iovinus                                                           |
| سبقه الإمبراطور قيصر فلاڤيوس ڤالنز أغسطس الثالث، الإمبراطور قيصر فلاڤيوس ڤالنز أغسطس الثالث       | قنصل الإمبراطورية الرومانية 371 مع Sex. Claudius بترونيوس Probus                                  | تبعه Domitius Modestus, Flavius Arintheus                                                         |
| سبقه الإمبراطور قيصر فلاڤيوس ڤالنتنيانوس أغسطس الرابع، الإمبراطور قيصر فلاڤيوس ڤالنز أغسطس الرابع | قنصل of the الإمبراطورية الرومانية 374 مع Flavius Equitius                                        | تبعه Post consulatum Gratiani Augusti III et Equiti                                               |
| سبقه الإمبراطور قيصر فلاڤيوس ڤالنز أغسطس الخامس، الإمبراطور قيصر فلاڤيوس ڤالنتنيانوس أغسطس        | قنصل الإمبراطورية الرومانية 377 مع Flavius Merobaudes                                             | تبعه الإمبراطور قيصر فلاڤيوس ڤالنز أغسطس السادس، الإمبراطور قيصر فلاڤيوس ڤالنتنيانوس أغسطس الثاني |
| سبقه Decimius Magnus Ausonius ‏, Q. Clodius Hermogenianus Olybrius                                 | قنصل الإمبراطورية الرومانية 380 مع الإمبراطور قيصر فلاڤيوس ثيودوسيوس أغسطس                        | تبعه Flavius Syagrius, Flavius Eucherius                                                          |